# قیچی سیم‌بر
حذف شود
|  |  |  |
|  |  |  |

قیچی سیم‌بر یا سیم‌چین وسیله‌ای مکانیکی است که به منظور قطع کردن و بریدن سیم‌ها مورد استفاده قرار می‌گیرد. بازوهای برنده تیغه و v شکل قیچی‌های سیم بر چون از دسته خیلی کوچکتر هستند، به عنوان اهرم میزان قدرت برندگی این نوع قیچی‌ها را دو چندان کرده‌اند.
سیم‌چین وسیله‌ای مکانیکی است که بیشتر در الکترونیک و برق کاربرد دارد.
از آن برای بریدن و لخت کردن سیم و کابل استفاده می‌شود در الکترونیک برای بریدن پایه‌های اضافی قطعات الکترونیکی بعد از لحیم کاری از سیم چین‌های ظریفی به نام سیم چین مینیاتوری استفاده می‌شود.
هرچند از سیم‌چین برای لخت کردن سیم هم ممکن است استفاده شود، اما از آنجایی که ممکن است رشته سیم را زخمی کند باید از اینکار تا حد ممکن اجتناب کرد و برای لخت کردن سیم از سیم‌لخت‌کن استفاده نمود.
سیم‌چین‌ها معمولاً در دو نوع ساخته می‌شوند، سیم‌چین‌هایی که از پهلو سیم را قطع می‌کنند و سیم‌چین‌هایی که به وسیلهٔ نوکشان سیم را قطع می‌کنند.

## قیچی کابل‌بری
برای برش کابل نیز قیچی‌های مخصوصی وجود دارد که متناسب با قطر خارجی کابل‌ها ساخته شده‌اند. تیغه‌های این قیچی تعویض‌پذیر و قابل تیزشدن هستند و از فولاد ساخته می‌شوند.